# El Alamein (film 1957)
El Alamein è un film italiano del 1957 diretto da Guido Malatesta.
Il film è noto anche con il titolo El Alamein (Deserto di gloria).

## Trama
Roma. Il giovane Sergio Marchi è fidanzato con Nancy Carson, cantante inglese. Allo scoppio della guerra, Sergio è inviato in Africa, ad El Alamein con i paracadutisti della Divisione Folgore, al comando del capitano Bruschi con l'ordine di presidiare un caposaldo della cintura difensiva di El Alamein. In seguito allo sfondamento del fronte operato dall'8ª armata britannica il loro reparto si trova tagliato fuori, ricevendo il cap. Bruschi per via aerea, tramite un ufficiale di collegamento della Luftwaffe, tenente Kruger, l'ordine di resistere ad oltranza.
Durante un contatto con le forze corazzate inglesi il capitano Bruschi viene ucciso in azione, il tenente Marchi nella medesima azione distrugge un carro Sherman e ne cattura l'equipaggio ferito. Durante una pausa nei combattimenti il comandante del carro inglese, capitano Moore, chiede di vedere il comandante italiano per protestare contro il trattamento dei suoi feriti da parte degli italiani. Alla risposta del ten. Marchi il suo atteggiamento cambia e i due iniziano a parlare, dopo qualche istante si ode una voce provenire da un mezzo inglese con un megafono che invita alla resa.
Dopo aver ricevuto con un plico lanciato da un aereo l'ordine di resistere fino alle sette di sera del giorno dopo, il ten. Marchi fa chiamare il comandante inglese per dirgli di tenersi pronto per la mattina dopo quando sarebbe stato restituito con i suoi uomini agli inglesi.
Il capitano Moore vede la foto di Nancy e chiede a Marchi cosa la ragazza sia per lui. Marchi gli risponde: un caro ricordo, qualcosa che forse farei meglio a dimenticare. Moore gli dice di averla vista al Cairo cantare per i feriti inglesi. Al mattino le loro strade si dividono; l'inglese in viaggio verso un ospedale del Cairo, l'italiano a El Alamein a combattere una battaglia senza speranza. Mentre nel deserto il caposaldo italiano, dopo strenua resistenza, è stato travolto, al Cairo Moore incontra Nancy Carson e le dice che nel deserto ha incontrato un ufficiale italiano, Sergio Marchi.
I due si ritrovano in un ospedale da campo inglese sotto gli occhi di Moore e di un soldato inglese.

## Film correlati
- Divisione Folgore (1954)
- La battaglia di El Alamein (1969)
- El Alamein - La linea del fuoco (2002)